# Xylotrechus sikangensis
Xylotrechus sikangensis là một loài bọ cánh cứng trong họ Cerambycidae.